# Mark van der Zijden
Mark Richard van der Zijden (ur. 22 października 1973 w Boskoop) – holenderski pływak, specjalizujący się w stylu dowolnym i zmiennym.
Jego największym sportowym osiągnięciem jest wywalczenie w 2000 roku brązowego medalu na igrzyskach olimpijskich w Sydney w sztafecie 4 × 200 m stylem dowolnym.
Podczas mistrzostw Świata w Perth (1999) był w składzie sztafety 4 × 200 m stylem dowolnym, która przypłynęła do mety na 2. miejscu. 
W 1997 roku zdobył srebrny medal mistrzostw Europy w Sewilli w sztafecie 4 × 200 m stylem dowolnym, a 3 lata później brąz w Helsinkach w tej samej sztafecie.